# Research on the Edge
Research on the Edge ist ein Jazzalbum von Mark Whitecages Other Other Quartet. Die am 2. Februar 1999  in Rob Ruschs Studio The Spirit Room, Rossie, New York, entstandenen Aufnahmen erschienen 1999 auf CIMP in der Spirit Room Series.

## Hintergrund
Der Saxophonist Mark Whitecage nannte dieses Ensemble sein Other Other Quartet, was auf die beiden anderen Quartette anspielte, mit denen er für das CIMP-Label aufgenommen hatte, zum einen mit Dominic Duval, Tomas Ulrich und Jay Rosen (Caged No More), zum anderen The Other Quartet mit Sabir Mateen (Holzblasinstrumente), Harvey Sorgen (Schlagzeug) und Joe Fonda am Bass, mit denen Mitte 1997 das Vorgängeralbum Consensual Tension entstanden war. Research on the Edge nahm er mit Sabir Mateen, dem Bassisten Chris Dahlgren (der auch Lamellophon spielte) und Jay Rosen am Schlagzeug.
Ein weiteres Ensemble, das Mark Whitecage zeitgleich leitete, war Mark Whitecage & Eclectic Electric; mit Sabir Mateen, Tomas Ulrich, Chris Dahlgren und Jay Rosen nahm er, ebenfalls 1999, das Album Moon Blue Boogie auf.

## Titelliste
- Mark Whitecage’s Other Quartet: Research on the Edge (CIMP 171, Spirit Room Series Vol. 51)[2]
  1. The Brook (Mark Whitecage, Sabir Mateen) 14:33
  2. Green St. Rundown (C. Dahlgren, M. Whitecage) 28:45
  3. Lake Effect (C. Dahlgren, M. Whitecag) 18:56
  4. Well, You Needn’t (Thelonious Monk) 10:45

## Rezeption
Steve Loewy verlieh dem Album in Allmusic viereinhalb Sterne und lobte, dies sei sein bisher bestes Album. Whitecage sei begeistert in seinem Element und dies sei ein Fall, in dem die Gruppe unglaublich gut zusammenkomme, Funken durch die Gegend fliegen und die beiden Bläser mit Geschick und Präzision gegeneinander spielen. Der Produzent Bob Rusch habe sie mit den Saxophonduos der berühmten Zusammenarbeit von Al Cohn und Zoot Sims verglichen, die zwar aus einer anderen Zeit (und einem anderen Stil) stammten, der Vergleich aber überraschend passend wäre. Die beiden würden gleichzeitig präzise und musikalisch agieren, und dies dürfte die wildeste Version von Thelonious Monks Well You Needn’t auf Tonträger sein. Die sei ein Klassiker, so das Resümée des Autors.
Richard Cook und Brian Morton haben dem Album in ihrem Penguin Guide to Jazz lediglich drei Sterne verliehen. Die Autoren äußerten den Vorbehalt, dies sei eher etwas wie ungeschminkte Energiemusik. So seien die ersten drei Tracks ausgedehnte Blow-Outs; so dauere Green St. Rundowen fast eine halbe Stunde. Wie die vier Männer spielen, gebe es aber auch Passagen, in denen Klang und Wut für kommunizierbare Kreativität stehe. Nicht, dass sie die ganze Zeit über mit Volldampf spielen würden, so die Autoren, es gebe hier einen üblichen Zyklus von Angriff und Abklingen in jedem Stück. Wenn am Ende Well You Needn’t gespielt würde, werde die Musik fast funky und erfrische den Hörer. Die sei ein angenehmes Album, aber eigentlich nicht die beste Darstellung von Whitecages Arbeit, so das Resümée der Autoren.